# Tomás Cox
Tomás Carlos Enrique Cox Fernández (Chillán, 30 de julio de 1950) es un periodista, productor de eventos, presentador y orador motivacional chileno.
Desde 1999 conduce Cara a cara, considerado el programa de entrevistas más longevo de la televisión chilena.

## Biografía
Tomás Cox es de ascendencia escocesa por parte de Nataniel Cox, A través de él, es primo en segundo grado del ex arzobispo de La Serena, monseñor Francisco José Cox. Tomás Cox nació en Chillán. Es el hijo de un ingeniero agrónomo y el mayor de siete hermanos. Se crio en la zona rural de la región del Biobío hasta los 13 años y luego se trasladó a Santiago, donde estudió un tiempo en el Colegio San Ignacio y tras padecer de matonaje escolar se cambió al Colegio Notre Dame de Santiago. Posteriormente ingresó a Licenciatura en Historia en la Universidad Católica de Valparaíso para luego migrar a Periodismo en la Universidad Católica de Santiago, graduándose en 1973.

### Vida pública
Tomás Cox, en ese entonces desempleado, comenzó a producir eventos en 1978. Entre los matrimonios que ha organizado se encuentran los de Cecilia Bolocco, Marcelo Salas, Marcelo "Chino" Ríos, Pamela Díaz, Horacio de la Peña, Ignacio Cordero y Gonzalo Cáceres.
En mayo de 1996, Cox comenzó su carrera televisiva animando el programa La Revista de La Red por tres años, el cual incluía un segmento de entrevistas que con el tiempo se extendió hasta transformarse en un programa propio llamado Cara a Cara en abril de 1999. Por ahí han pasado nombres como Felipe Camiroaga, Felipe Cubillos, Ricarte Soto, Eduardo Riveros, Pamela Jiles, entre otros. En una entrevista a la vedette y actriz Tatiana Merino en julio de 2003, el programa marcó un promedio de 30 puntos de índice de audiencia, alcanzando el mayor en la historia de ese canal.
Alrededor de siete años presentó los programas Una mirada al mediodía (marzo-agosto 1998) en Radio San Cristóbal FM y Los Unos y los Otros (septiembre 1998-junio 2005) y El Magazín de Agricultura (julio 2005-julio 2006) en Radio Agricultura y en marzo de 2007 se trasladó a El Conquistador FM, estación en la que para 2024 lleva 17 años, hoy conduciendo el programa Mundo Real de lunes a viernes.
En marzo de 2020 Cara a cara detuvo sus grabaciones con motivo de la pandemia del coronavirus. Tras meses de repeticiones, La Red anunció que el programa no regresaría a la pantalla y Tomás Cox optó por trasladarlo al canal Vive de VTR.
Tomás Cox es padre de cuatro hijos y abuelo de tres nietos.